# Траунштайн
Траунштайн (нім. Traunstein) — місто в Німеччині, розташоване в землі Баварія. Підпорядковується адміністративному округу Верхня Баварія. Входить до складу району Траунштайн.
Площа — 48,53 км2. Населення становить 20 530 ос. (станом на 31 грудня 2020).